# Ohridska arhiepiskopija
 Ovo je glavno značenje pojma Ohridska arhiepiskopija. Za druga značenja pogledajte Ohridska arhiepiskopija (razdvojba).
Ohridska arhiepiskopija, pravoslavna crkvena organizacija sa sjedištem u Ohridu; osnovao ju je car Samuilo kao patrijaršiju, a tek poslije 1018. postala je arhiepiskopija.; prostirala se u granicama Samuilove države, a kasnije je svedena na 14 episkopija, od kojih su 9 nosile naziv mitropolija: kosturska, pelagonijsko-bitoljska, strumička, koričko-selasforska, beogradsko-elbasanska, vodenska, dračka, grebenska i sisanska, a 5 su bile episkopije: meglenska, debarsko-kičevska, veleška, prespanska i goro-mokrenska. 
Ohridska arhieparhija imala je status autokefalne crkve u Osmanskom Carstvu, a rukovodeća mjesta imale su uglavnom duhovne ličnosti makedonske narodnosti. Zbog financijskih teškoća, jer je Carigrad potplačivao Osmanlije da joj nametaju velike poreze, i pohlepe carigradske patrijaršije, autokefalnost ohridske arhiepiskopije ukinuta je 16. siječnja. 1767. i ona je pripojena carigradskoj patrijaršiji.